# Жежера, Анатолий Иванович
Анатолий Иванович Жежера (8 октября 1940, Лубны — 11 ноября 2018, Челябинск) — генерал-майор ВС СССР (1989) и ВС РФ, начальник Челябинского высшего военного автомобильного командно-инженерного училища в 1987—1999 годах. Доцент (2001).

## Биография
Окончил в 1960 году Дальневосточное военное автомобильное училище в Уссурийске, в 1972 году — Ленинградскую военную академию тыла и транспорта (автомобильный факультет). Занимал должности командира 2-го автомобильного взвода отдельного ремонтно-восстановительного батальона 2-го армейского  корпуса (Дальневосточный военный округ) в 1960—1962 годах, командира учебного взвода в школе младших специалистов (Острогожск, Воронежская область) в 1962—1967 годах и отдельного автомобильного батальона ГСВГ в 1972—1976 годах.
С 1976 по 1980 годы — преподаватель в Самаркандском военном автомобильном училище: командир батальона курсантов, заместитель начальника кафедры автомобильной техники. Начальник факультета Рязанского высшего военного автомобильного инженерного училища в 1980—1985 годах. Начальник школы младших автомобильных специалистов ГСВГ в Бранденбурге в 1985—1987 годах. С 1987 по 1999 годы — начальник Челябинского высшего военного автомобильного командно-инженерного училища, профессор кафедры эксплуатации автомобильной техники. Исполнял обязанности начальника Челябинского гарнизона. В отставке с июня 1999 года, занимал пост профессора кафедры эксплуатации автомобильной техники.

## Награды
- Орден «За службу Родине в Вооружённых Силах СССР» III степени[3] (1987)[4]
- Орден «За военные заслуги»[3] (1997)[4]
- 15 медалей[2], в том числе:[6]
  - Медаль «В ознаменование 100-летия со дня рождения Владимира Ильича Ленина»
  - Медаль «Ветеран Вооружённых Сил СССР»
  - Медаль «50 лет Вооружённых Сил СССР»
  - Медаль «60 лет Вооружённых Сил СССР»
  - Медаль «70 лет Вооружённых Сил СССР»
  - Медаль «За безупречную службу» I, II и III степеней